# Golden Valley County (Montana)
Golden Valley County is een county in de Amerikaanse staat Montana.
De county heeft een landoppervlakte van 3.044 km² en telt 1.042 inwoners (volkstelling 2000). De hoofdplaats is Ryegate.